# Solitude-Rennstrecke

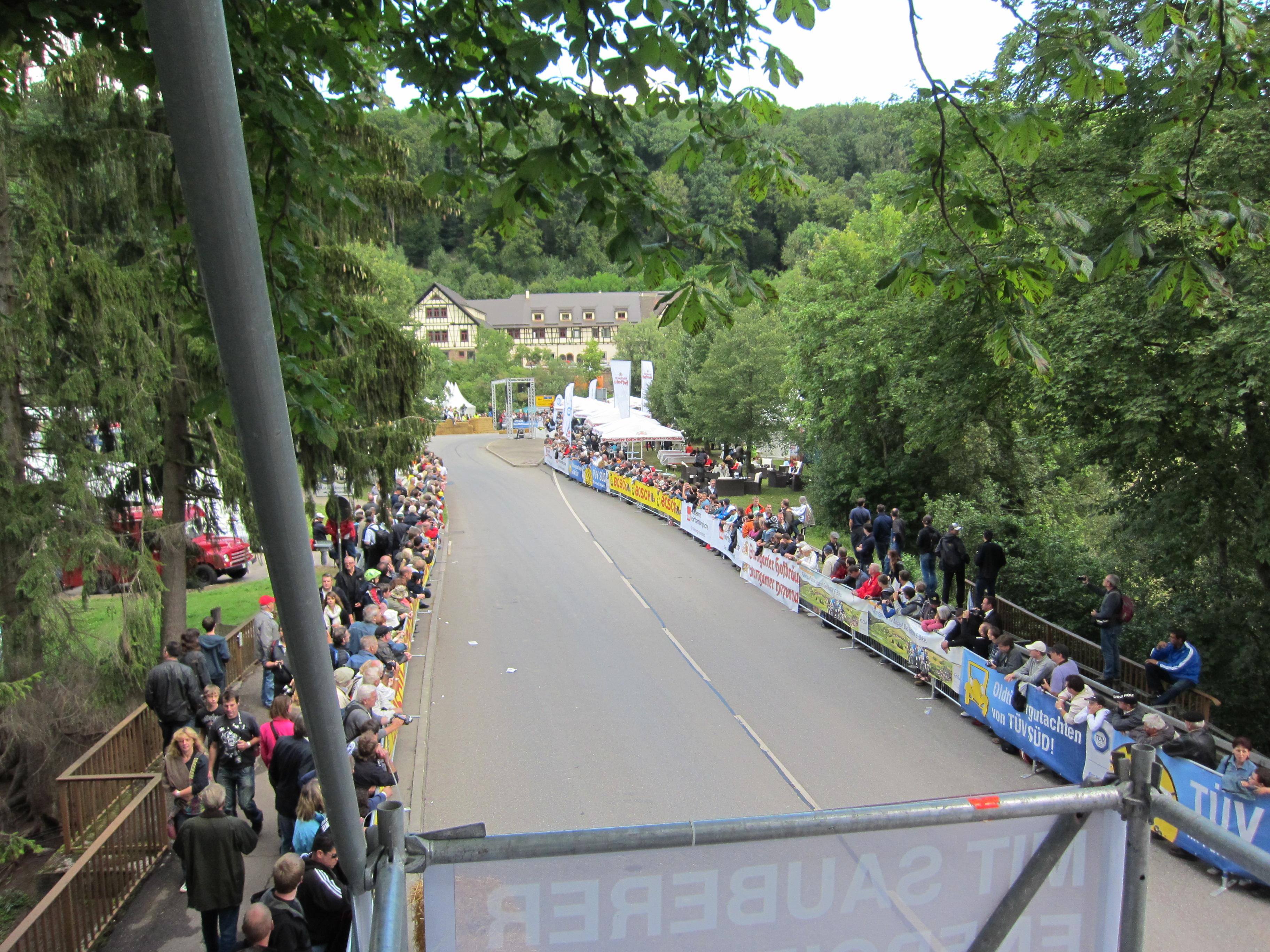
Nach dem Start am Seehaus

Die Solitude-Rennstrecke ist eine Motorsport-Rennstrecke westlich von Stuttgart auf Leonberger, Gerlinger und Stuttgarter Gemarkung. Sie ist benannt nach dem Schloss Solitude und war Austragungsort des Solitude-Rennens für Motorräder und Automobile. Seit 2005 finden auf der Strecke ⅛-Meile-Sprints im Rahmen des Glemseck 101 sowie seit 2008 das Solitude Revival statt.

## Streckenführungen

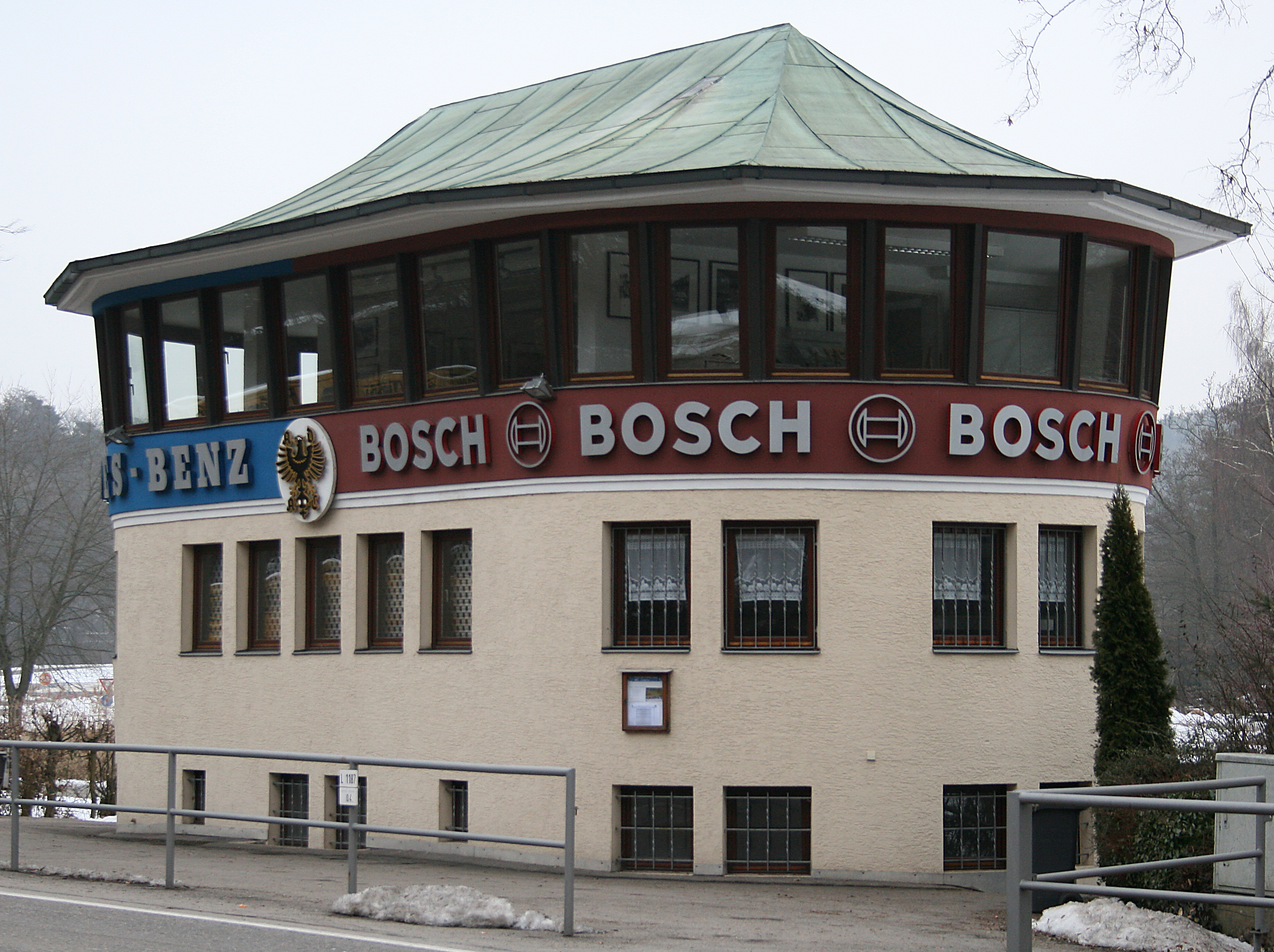
Start- und Zielturm im Mahdental

Die traditionelle, für Motorradrennen genutzte Strecke liegt oberhalb des Stuttgarter Stadtteils Bergheim, jedoch nicht im Zentrum der wichtigsten 11,3 km langen Variante der ehemaligen Rennstrecke. Diese führt vom Start-und-Ziel-Haus beim heutigen ADAC-Übungsplatz, am Seehaus und dann am Glemseck bei Leonberg vorbei hinauf zum Frauenkreuz, von dort in Richtung Katzenbacher Hof mit dem Steinbachsee, vorbei am Stuttgarter Stadtteil Büsnau zum Schattengrund und durch das Mahdental zurück zu Start und Ziel vor Glemseck. Der Abschnitt vom Schattengrund bis Glemseck verläuft im Tal der Glems.

## Geschichte
- Ab 1903: Erstes Bergrennen vom Stuttgarter Westbahnhof hinauf zum Schloss Solitude.
- Ab 1906: Start vom Westbahnhof nach Heslach verlegt.
- Ab 1925: Rundkurs mit einer Länge von 22,3 km, Start und Ziel am Schloss. Fahrtrichtung: gegen den Uhrzeigersinn.
- Ab 1931: Rundkurs wurde verkürzt mit der Straße durch das Mahdental. Start und Ziel wurde nach Westen verlegt. Fahrtrichtung: im Uhrzeigersinn.
- Ab 1935: Endgültiger Rundkurs: Die 1931 eingeführte Strecke durch das Mahdental und der 1931 ausgelassene Streckenteil bilden den bis 1965 verwendeten 11,4-km-Kurs. Fahrtrichtung: gegen den Uhrzeigersinn.
- Von 1961[1] bis 1964[2] waren auch Formel-1-Fahrzeuge bei den Rennen an der Solitude am Start. Der Kurs war jedoch nie Bestandteil des Weltmeisterschaftskalenders.
- 2003: 100-Jahr-Feier auf 4 km kurzer Streckenführung um das Schloss herum, aber trotzdem auf historischen Streckenteilen (1925–1935). Start und Ziel wieder am Schloss. Fahrtrichtung im Uhrzeigersinn. Nur die Abkürzung über die Wildpark-Schnellstraße und deren Zufahrtsrampe war neu.
- 2011: Auf das Wirken der Initiativen Solitude-Revival und Retro Classic Culture hin wurden im Rahmen des Automobilsommers 2011 in Baden-Württemberg zum 125. „Geburtstag“ des Benz-Patent-Motorwagens die Straßen, die zur zuletzt befahrenen Variante gehören, für ein Wochenende gesperrt. Zahlreiche Besucher konnten historischen Renn- und Sportwagen aus verschiedenen Epochen bei der Befahrung der Rennstrecke zusehen.[3]

## Veranstaltungen

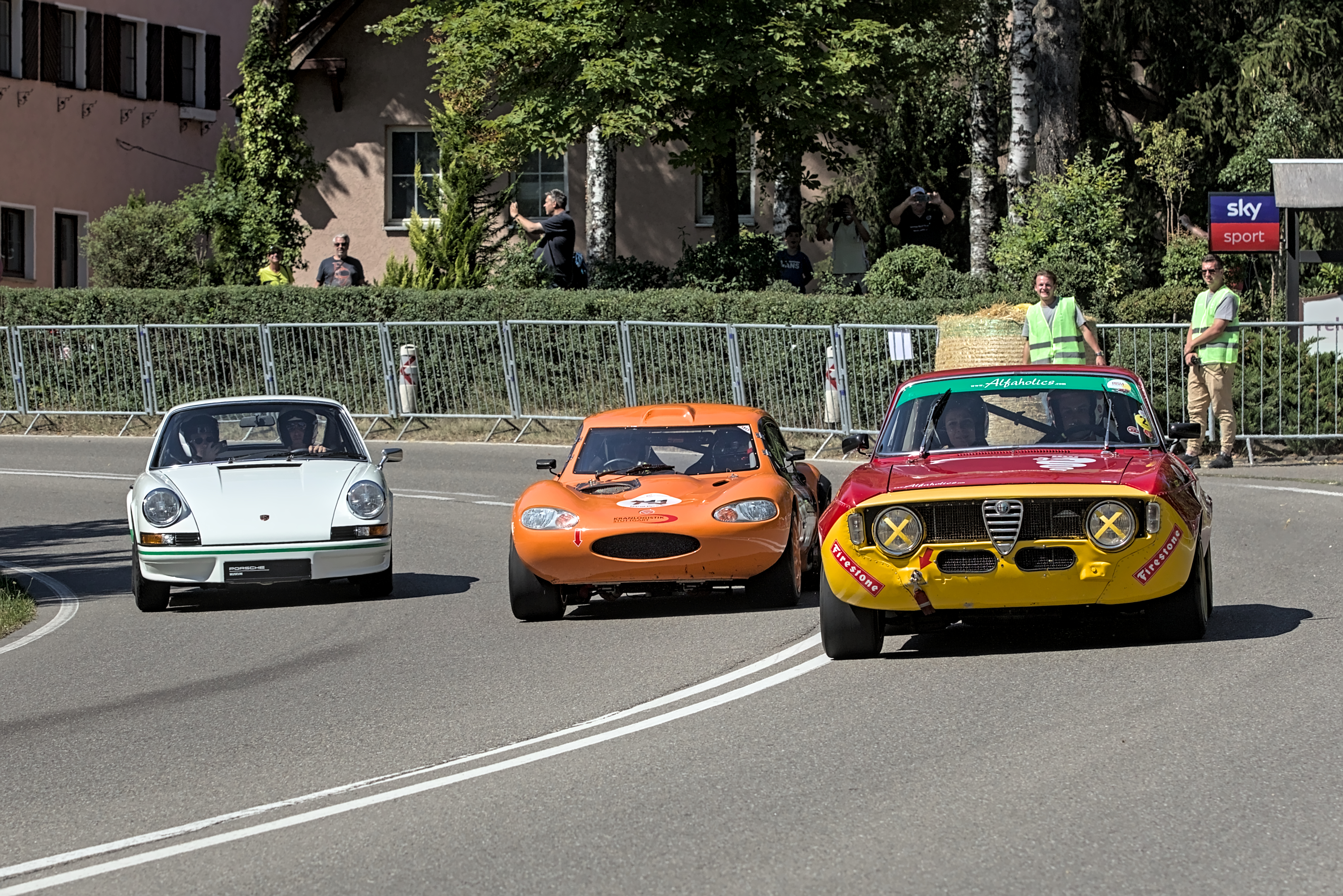
Rennszene während des Solitude Revivals 2022 in der Gruppe der Gran-Turismo-Fahrzeuge.

- Solitude Revival: Seit 2008 findet normalerweise alle zwei Jahre im Sommer das Solitude Revival statt. Die Großveranstaltung für historische Rennfahrzeuge findet auf einem Teil des Solituderings statt.[4]
- Glemseck 101: Jedes Jahr am ersten September-Wochenende findet das Glemseck 101, eine der größten Motorradveranstaltungen Europas beim Hotel Glemseck statt.

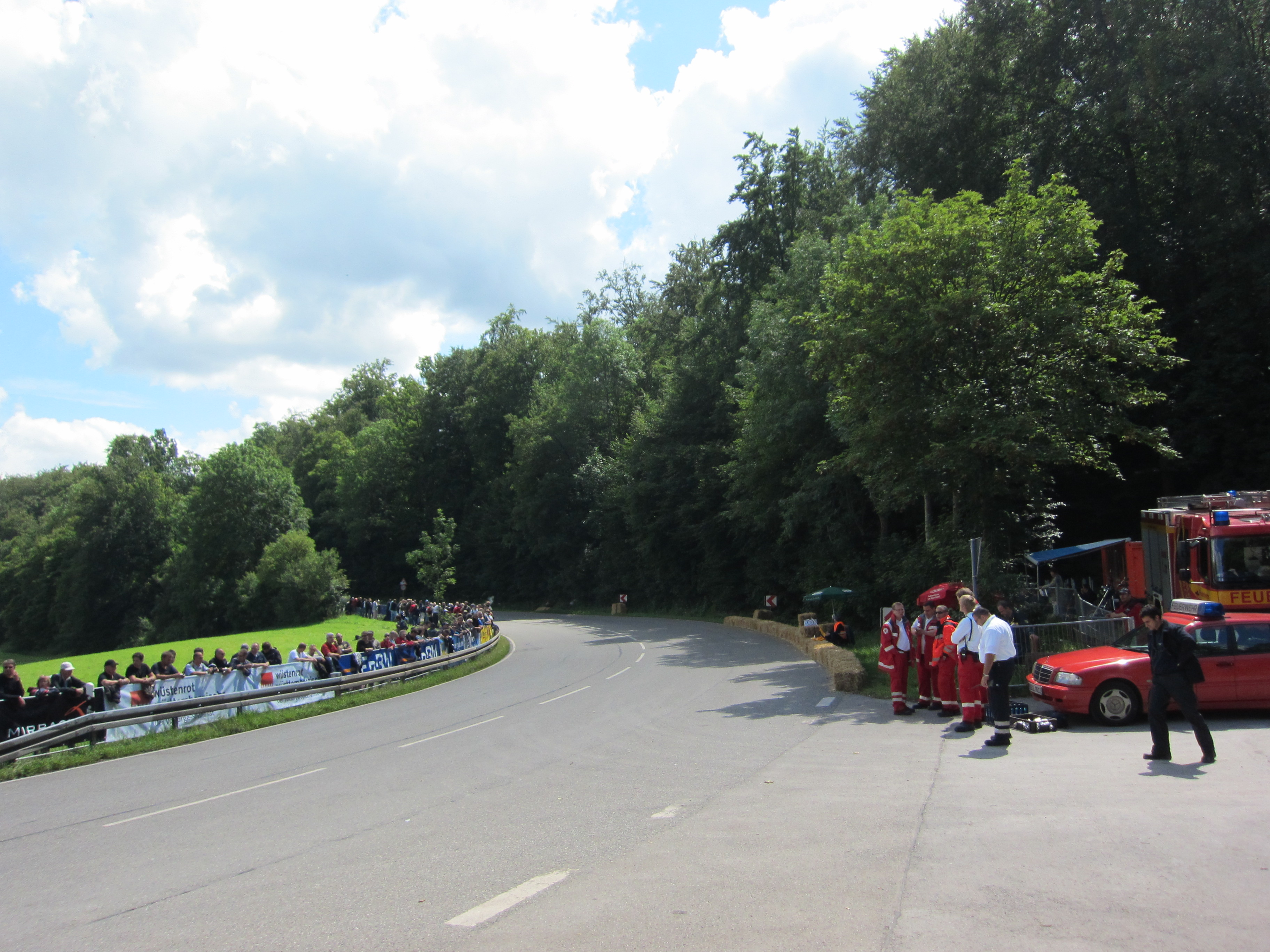
Das „Glemseck“ an der Strecke

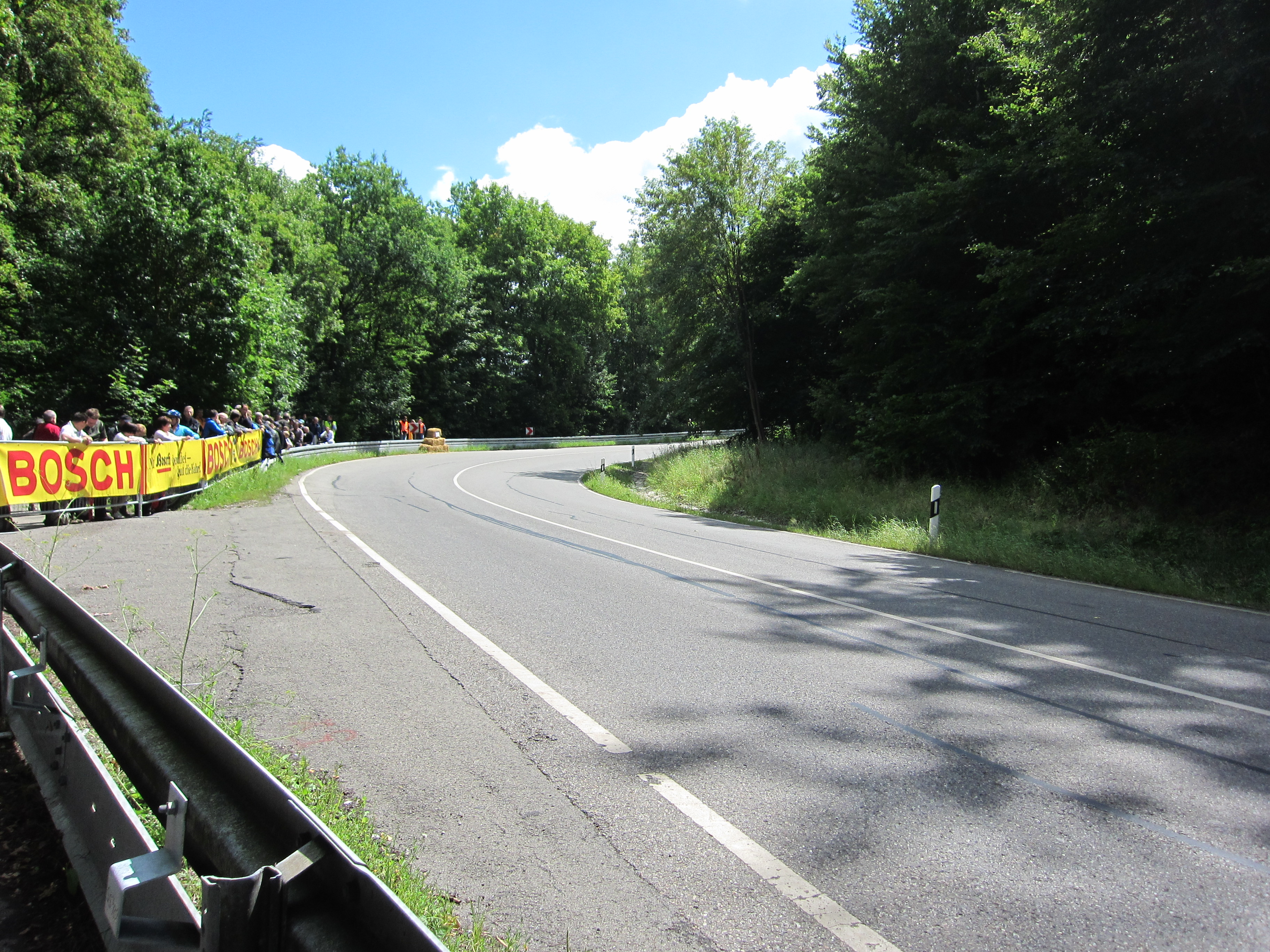
Die Hedersbachkurve